# Lichtenau (Lichtenau)
Lichtenau ist der zentrale Stadtteil von Lichtenau in Nordrhein-Westfalen, Deutschland und gehört zum Kreis Paderborn. Die Ortschaft ist Sitz der Stadtverwaltung. Lichtenau ist weiterhin ein Teil der Region Bürener Land.

## Geografie

### Nachbarorte
Im Südosten beginnend grenzen an die Ortschaft Lichtenau im Uhrzeigersinn die Lichtenauer Stadtteile Kleinenberg, Holtheim, Husen, Ebbinghausen, Grundsteinheim, Asseln und Hakenberg.
Die östliche Ortschaftsgrenze ist gleichzeitig Lichtenauer Stadtgrenze und Kreisgrenze gegen den Kreis Höxter mit der Stadt Willebadessen.

### Klima
Lichtenau gehört wie Ostwestfalen-Lippe insgesamt zum ozeanischen Klimabereich Nordwestdeutschlands, dem es geringe Temperaturgegensätze und milde Winter verdankt. Allerdings sind schon kontinentale Einflüsse wirksam. So liegt die Temperatur im Sommer höher und die Nächte sind kühler als in größerer Nähe zur Küste. Die Lage am Rand des Eggegebirges bedingt ein submontanes Klima der Mittelgebirgsstufe mit kühleren Temperaturen und höherem Niederschlag als in anderen Lagen des Kreisgebiets.

## Geschichte

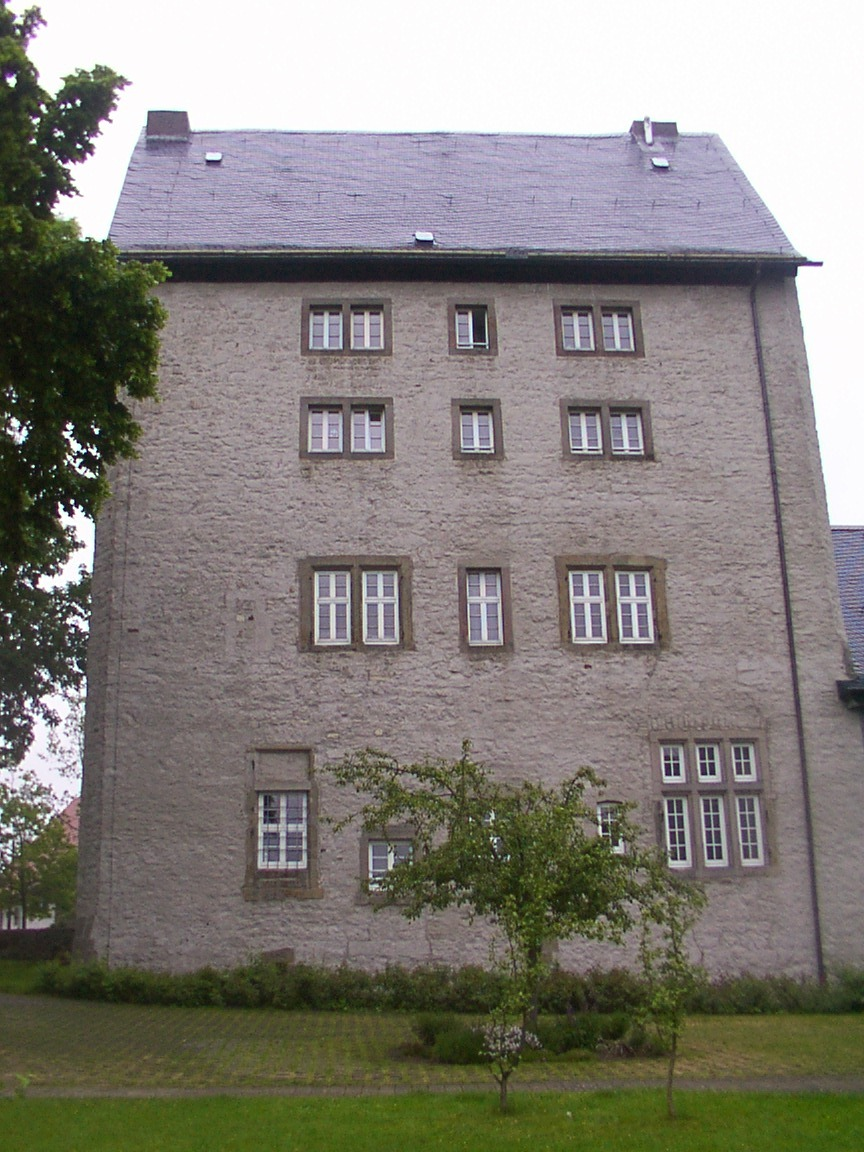
Burg in Lichtenau

Vor dem 1. Januar 1975 gehört die damalige Stadt Lichtenau zum Amt Lichtenau im Kreis Büren. Mit Inkrafttreten des Sauerland/Paderborn-Gesetzes an diesem Tage werden die meisten Gemeinden des Amtes Atteln mit den Gemeinden des Amtes Lichtenau und somit auch Lichtenau zur neuen Stadt Lichtenau zusammengelegt und kommen mit dieser zum Kreis Paderborn. 
Rechtsnachfolgerin des aufgelösten Amtes Lichtenau und der bisherigen Stadt Lichtenau ist die neugebildete Stadt Lichtenau.

### Wappen

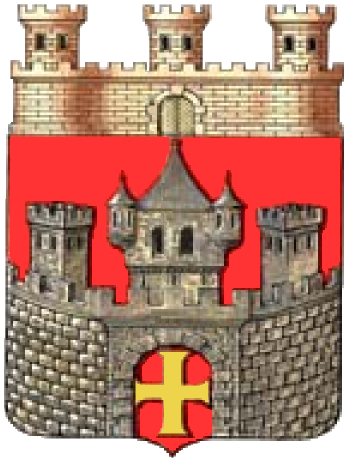
Historisches Wappen von 1908, heute Wappen der Ortschaft

Das der damaligen Stadt durch Erlass des Preußischen Königs 1908 verliehene Wappen dient seit der Kommunalreform von 1975 als Wappen der heutigen Ortschaft.

## Politik
Ortsvorsteher von Lichtenau ist Bernhard Fecke.

## Kultur und Sehenswürdigkeiten
- Mittelalterliche Burg
- Katholische Pfarrkirche St. Kilian